# Les Voies d'Anubis
Vous lisez un « bon article » labellisé en 2019.
Les Voies d'Anubis (titre original : The Anubis Gates) est un roman fantastique et de science-fiction écrit par Tim Powers et édité en 1983 par Ace Books.
Il suit les aventures du jeune professeur américain Brendan Doyle qui, grâce à une mystérieuse brèche temporelle, se rend dans le Londres de 1810 pour assister à une conférence donnée par Samuel Coleridge. Coincé dans cette époque, il se voit alors menacé par des sorciers égyptiens, des bohémiens, des mendiants et un terrible loup-garou. Traqué de toute part, Doyle cherche la brèche qui lui permettra de retrouver le XXe siècle et sa Californie natale.
Mêlant les thèmes du voyage temporel, de l'histoire contemporaine, de la littérature britannique et de la magie noire égyptienne, le livre reçoit un accueil favorable de la part de la critique et est considéré comme l'un des meilleurs livres de son auteur. Il obtient entre autres le prix Philip-K.-Dick en 1984 et le prix Apollo  en 1987.
Les Voies d'Anubis est l'un des ouvrages fondateurs du style littéraire steampunk. Il met en scène pour la première fois le poète de fiction William Ashbless et inspire plusieurs œuvres ultérieures.

## Création
Après la publication de ses trois premiers romans, Les Cieux découronnés (1976), Les Pêcheurs du ciel (1976) et Les Chevaliers de la brune (1979), l'auteur Tim Powers se lance dans l'écriture d'une quatrième œuvre qu'il intitule Le Visage sous la fourrure. Il se sert pour cela de deux manuscrits qu'il avait écrits quelques années plus tôt pour son premier éditeur, Laser Books. Tout comme son troisième livre, ils devaient à l'origine faire partie d'une collection de dix volumes sur le roi Arthur se réincarnant plusieurs fois au fil de l'histoire du monde occidental. Le premier manuscrit se déroulait au XVIIIe siècle et le second dans le Londres du XIXe siècle. Tim Powers combine alors le meilleur des deux ouvrages en un seul et remplace le roi Arthur par un nouveau personnage qu'il nomme Brendan Doyle.
Tim Powers écrit à la troisième personne. Ce procédé permet au lecteur du roman un meilleur discernement des émotions et des pensées de chaque personnage et facilite aussi la compréhension de l’intrigue. Pour son histoire, Powers adopte un ton plutôt descriptif accompagné de courtes scènes de dialogues.
En cours d'écriture, Powers change le titre en L’Anachroniste sur conseil de son ami le romancier K. W. Jeter puis, constatant que ce titre peut dérouter les lecteurs, finit par l'intituler Les Voies d'Anubis. Le roman est publié fin 1983 par Ace Books sous la supervision de la rédactrice adjointe Beth Meacham qui éditera également dans les mêmes années d'autres classiques de la science-fiction comme La Musique du sang (1985) de Greg Bear, La Stratégie Ender (1985) d'Orson Scott Card et La Cité des ombres (1986) de Pat Murphy. Selon Powers, Meacham a l'œil pour couper les passages superflus des manuscrits qu'elle édite.

## Description

### Toile de fond
L’intrigue se déroule en Angleterre en 1810, principalement à Londres, avec des incursions en 1684, 1802, 1846 et 1983. D'autres parties du récit mettent en scène le golfe de Patras et l'Égypte ottomane en 1811.

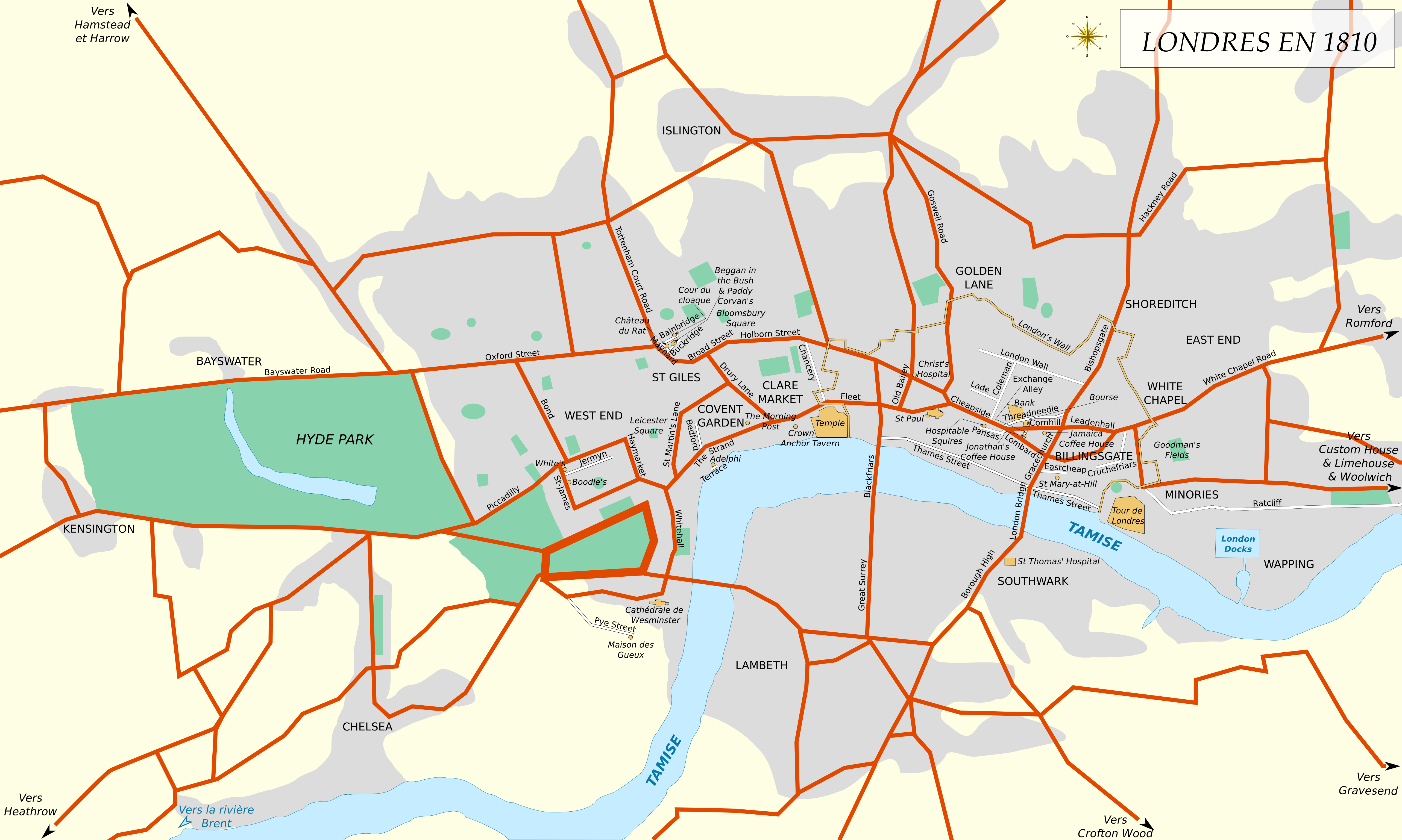
Londres en 1810 (avec uniquement les lieux cités dans le roman).

### Résumé
Le roman est divisé en dix-sept chapitres répartis en deux livres : Le Visage sous la fourrure et Les Douze Heures de la nuit.

#### Le Visage sous la fourrure
En 1802, près de Londres, le sorcier égyptien Amenophis Fikee et son collègue Romany accomplissent un rituel pour le compte de leur maître afin de ramener les anciens dieux égyptiens pour qu'ils mettent à bas l'Empire britannique, considéré comme responsable de leur déclin. Le rituel mené par Fikee pour invoquer Anubis échoue mais crée des brèches temporelles, alors que Fikee perd en grande partie la raison.

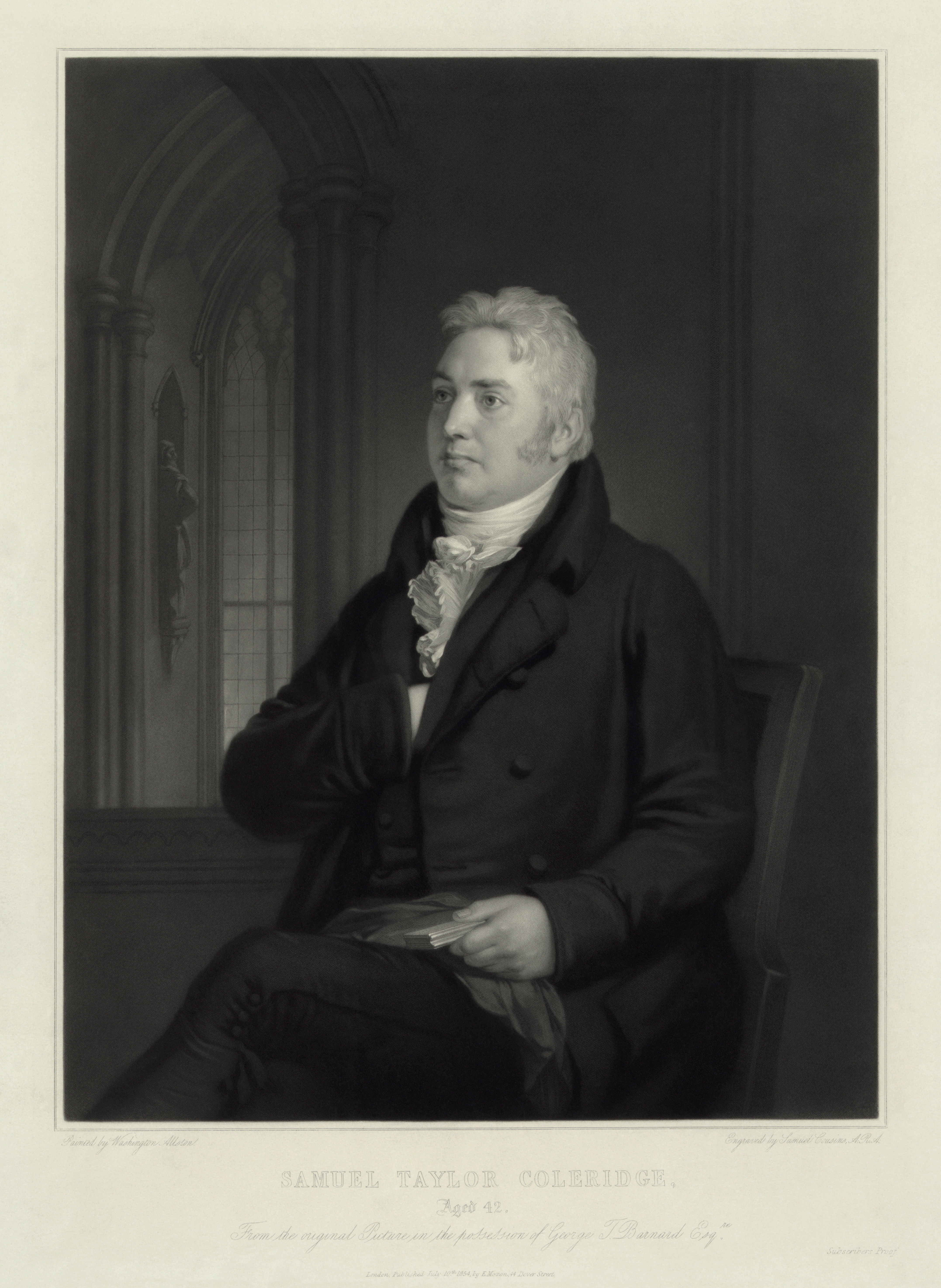
Le poète Samuel Taylor Coleridge vers 1814.

En 1983, le jeune professeur américain Brendan Doyle, spécialiste des poètes romantiques anglais du XIXe siècle et plus spécialement du méconnu William Ashbless, est contacté par le milliardaire J. Cochran Darrow afin d'encadrer un groupe de millionnaires qui ont payé à prix d'or le droit de traverser une porte temporelle pour assister à une conférence de Samuel Taylor Coleridge dans une taverne du Londres de 1810. Darrow a en effet trouvé le moyen de voyager dans le temps, au moyen de brèches temporelles qui apparaissent ponctuellement, à certains endroits bien précis. Mais une fois sur place, et au moment de regagner la brèche qui les ramènera en 1983, Doyle se fait enlever par une bande de gitans aux ordres de Romany, qui surveille les brèches quand celles-ci s'ouvrent. Doyle réussit à échapper à Romany et intègre un groupe de mendiants londoniens. Il se lie d'amitié avec le jeune Jacky et échappe grâce à lui à la capture par un autre groupe de mendiants dirigé par le clown Horrabin, lequel travaille pour Romany. Jacky est en fait à l'insu de tous une jeune femme de bonne éducation, Elizabeth Jacqueline Tichy, qui cherche à venger la mort de son fiancé tué par le mystérieux criminel Joe Face de Chien.
Doyle cherche à rencontrer Ashbless mais le poète ne se montre pas aux endroits où il était censé se trouver selon l'histoire. Peu après, il retrouve Benner, un garde du corps de Darrow qui lui apprend que le véritable projet du milliardaire, atteint d'un cancer incurable, est de capturer Joe Face de Chien car celui-ci a la faculté de changer de corps avec ses victimes. Benner, qui a localisé Joe Face de Chien, cherche à regagner son époque et met au point un plan avec Doyle pour conclure un marché avec Darrow. Mais Joe Face de Chien, qui doit changer de corps régulièrement car ceux-ci se couvrent de poils, s'empare du corps de Benner, puis de celui de Doyle, laissant celui-ci dans le corps de Benner préalablement empoisonné à la strychnine. Doyle purge son organisme à l'aide de charbon et comprend en se regardant dans une glace qu'il est Ashbless.

#### Les Douze Heures de la nuit
Doyle utilise ce qu'il sait d'Ashbless pour gagner sa vie et contrecarre les plans de Romany quand celui-ci cherche à déstabiliser le Royaume-Uni. Romany s'enfuit par une brèche qu'il ouvre sur 1684 mais Doyle y est projeté lui aussi. Avec l'aide de la Confrérie d'Antée, qui lutte à cette époque contre les sorciers égyptiens en annulant leurs pouvoirs par le contact de la terre, il déjoue un nouveau plan de Romany pour changer le passé. Le sorcier est réduit à l'état de ruine humaine par un coup de feu en plein visage alors que Doyle parvient à regagner 1810 à sa place. Mais, peu après son retour, Doyle est enlevé par des hommes d'Horrabin et emmené en Égypte. Pendant ce temps, Joe Face de Chien, qui n'est autre que Fikee, entre en contact avec Darrow et conclut un marché avec lui. Il s'empare, afin de le transmettre ensuite à Darrow, du corps de Chinnie, un jeune sportif réputé, et laisse celui-ci dans le corps originel de Doyle sur le point de se noyer. Mais Chinnie échappe à la noyade.
Doyle est conduit devant le maître des sorciers égyptiens mais parvient à s'échapper, non sans avoir auparavant fourni contre son gré un peu de sang permettant aux sorciers de réaliser un ka, un double, de lui. Après quelques péripéties égyptiennes, Doyle parvient à tuer le maître et rentre à Londres. Entretemps, Chinnie rencontre Jacky, qui l'avait pris pour Doyle, et tous deux reconstituent ce qui s'est passé. Chinnie affronte Darrow, désormais dans son corps, et est tué mais Jacky blesse mortellement ensuite Darrow. Au même instant, Fikee procède à son rituel de changement de corps car, se sentant floué par le marché, il veut s'emparer de celui occupé par Darrow. Il se jette d'un toit mais ne se retrouve que dans un corps moribond et meurt peu après. Dès son retour à Londres, Doyle, en compagnie de Coleridge, est abordé par Jacky mais tous trois sont aussitôt enlevés par Horrabin et Romanelli, le dernier sorcier égyptien survivant. Pendant que Doyle se fait torturer, Coleridge, sous l'emprise du laudanum, libère les monstres créés par Horrabin et s'enfuit avec Jacky. Horrabin est tué par ses créations alors que Romanelli s'enfuit par un canal souterrain en emportant un Doyle mourant. Le sorcier pense que ce voyage à bord de la barque de Ra va le régénérer mais il est dévoré par le serpent Apep et c'est Doyle qui bénéficie de cette régénération. Doyle retrouve ensuite Jacky et apprend enfin qu'il s'agit d'Elizabeth Tichy, qu'il sait être la future épouse d'Ashbless.
L'épilogue se situe en 1846. Doyle a vécu la vie d'Ashbless aux côtés d'Elizabeth, morte depuis quelques années, et est désormais arrivé au jour où il sait qu'il va être tué. S'étant préparé à affronter son destin, il découvre que l'homme censé le tuer n'est autre que son ka qui a fini par le retrouver. Doyle tue son ka et part vers un futur qui lui est désormais inconnu.

## Univers

### Personnages principaux
- Brendan Doyle alias Tom le Muet alias William Ashbless alias Eshvlis : héros du roman, il est américain et vit à Fullerton en Californie ; veuf, il est l'auteur d'Intime Invité, une biographie du poète Samuel Taylor Coleridge[16],[17],[18]. Doyle est un homme intelligent et sympathique mais qui est très lent à comprendre la situation dans laquelle il se trouve[a 7],[a 8]. Il est l'antithèse du héros de science-fiction traditionnel[a 9].
- Aldebert Chinnie : champion d'escrime à la canne ; il est tué par Jacob Christopher Dundee[19].
- Aménophis Fikee alias Joe Face de Chien : magicien égyptien disciple du maître, il est son agent à Londres ; après un rituel magique raté, il perd la raison et devient Joe Face de Chien[20],[21]. Il se transforme ainsi en une sorte de loup-garou[a 10].
- Elizabeth Jacqueline Tichy dite Beth alias Jacky Snapp alias Ahmed le Mendiant Hindou : fiancée du poète Colin Lepovre ; elle se déguise en mendiant pour approcher Joe Face de Chien qu'elle juge responsable de la mort de son bien-aimé[17],[22],[23],[24],[25].
- Horrabin : clown défiguré chef d'une confrérie de mendiants ; il est le disciple du docteur Romany[26]. Sa caractérisation est proche de celle de Fagin dans le roman Oliver Twist de Charles Dickens mais en plus effrayant[a 11],[a 12]. Il fait penser aux psychopathes des romans d'horreur[a 13]. Il pratique en effet la chirurgie sur ses mendiants pour les rendre plus laids et ainsi attirer plus facilement la compassion des passants[a 1]. Il rappelle ainsi le docteur Moreau d'H. G. Wells[a 11].
- J. Cochran Darrow alias Jacob Christopher Dundee : milliardaire fondateur du Groupement de recherches interdisciplinaires Darrow (GRID)[Note 2],[a 6] ; il découvre l'existence des brèches et monte une expédition pour visiter le Londres de 1810[27],[28].
- Le Maître : puissant magicien égyptien basé au Caire ; il a deux disciples, Romanelli et Fikee[29].
- Monboddo Romanelli : magicien égyptien disciple du maître ; il est son agent en Turquie[30].
- Teobaldo Horrabin dit Teo alias Rase-Crotte : père d'Horrabin ; torturé par son fils, il est devenu un nain difforme[31],[32],[33].
- Richard le Maudit : chef d'un groupe de gitans aux ordres du docteur Romany[20],[34].
- Romany : ka du docteur Romanelli ; il prend la place d'Aménophis Fikee comme agent du maître à Londres[35]. Le nom des sorciers Romanelli et Romany est inspiré par celui du docteur Romanelli, mentionné dans une lettre de Lord Byron comme l'ayant soigné lors d'un voyage en Grèce[a 14].
- Streeforth Benner : ancien étudiant de Brendan Doyle ; il a été recruté par J. Cochran Darrow[36].

### Personnages secondaires
- Abbas : serviteur du maître en Égypte[37].
- Amin bey : puissant Mamelouk du Caire[18].
- Arky Malarkey : auteur anglais[38].
- Bain : employé de J. Cochran Darrow ; il est éliminé par son patron[39].
- Beasley : membre de la Confrérie d'Antée en 1684[40].
- Beau Gosse : mendiant du clan d'Horrabin[41].
- Benjamin la Roulette : mendiant du clan de Copenhagen Jack[42].
- Bessie : épouse de Richard le Maudit ; elle est tuée alors qu'ils fuient la police[20].
- Bessonus : savant ayant étudié les brèches temporelles[43].
- Billy : victime de Joe Face de Chien[44].
- Bob Crank : patron de pub[25].
- Boaz : aubergiste en 1684[45].
- Brian Stowell : membre de la Confrérie d'Antée en 1684[46].
- Bugs : mendiant du clan de Copenhagen Jack[47].
- Charles : responsable du fret maritime à Londres[42].
- Chris : vendeur d'oignons ; il est l'époux de Sheila et le père de Patrick et Meg[48].
- Claire Peabody : fille de Joël Peabody, fiancée de Jacob Christopher Dundee[49].
- Clitheroe : employé de J. Cochran Darrow[50].
- Colin Lepovre : poète fiancé à Elizabeth Tichy ; il est assassiné en 1809[22].
- Copenhagen Jack : chef de la confrérie de mendiants rivale de celle d'Horrabin[51].
- Cunningham : coauteur de Concordium, un ouvrage sur le poète William Wordsworth[38].
- Dallas : auteur de l'ouvrage Audrey[52].
- Davies : serviteur de Lord Byron[53].
- Delmotte : employé de J. Cochran Darrow[54].
- Dennessen : mendiant du clan d'Horrabin[55].
- Didérac : marchand de jouets[56].
- Doug Maturo : victime de Joe Face de Chien[57].
- Dowling : marchande de sommeil de Londres[58].
- Ernesius Burgravius : savant ayant étudié les brèches temporelles[43].
- Ezra Longwell : chef de la Confrérie d'Antée en 1684[59].
- Fennery Clare : enfant des rues de Londres[19].
- Fletcher : coauteur de Concordium, un ouvrage sur le poète William Wordsworth[38].
- Frank Caroll : prêtre victime de Joe Face de Chien[44].
- Friedman : membre de la Confrérie d'Antée en 1684 ; il est tué lors de l'affrontement avec le docteur Romany[60].
- Guerlay : membre de la Confrérie d'Antée en 1684 ; il est tué lors de l'affrontement avec le docteur Romany[61].
- Harry Angelo : entraineur de Chinnie à l'escrime à la canne[62].
- Hassan bey : puissant Mamelouk du Caire ; il est assassiné par ordre de Méhémet Ali[63].
- Hathi bey : puissant Mamelouk du Caire. Il est assassiné par ordre de Méhémet Ali[63].
- Ibrahim : ancien magicien égyptien[64].
- Jackson le Gentleman : champion d'escrime à la canne[62].
- James Bailey : meilleur ami et biographe de William Ashbless[65].
- Jenkin : homme de main d'Horrabin[66].
- Jim Thibodeau : riche amateur de littérature anglaise ; il est l'époux de Percy[67].
- Joel Peabody : riche importateur ; il est le père de Claire Peabody[49].
- John Caroll : frère de Frank Caroll, une des victimes de Joe Face de Chien[44].
- Kaggs : employé de J. Cochran Darrow ; il est éliminé par son patron[68].
- Katie Dunnigan : propriétaire des maisons de tolérance autour de l'Ouest londonien[69].
- Kenny : fils d'un brasseur londonien ; il est une des victimes de Joe Face de Chien[70].
- Kickham : membre de la Confrérie d'Antée en 1684 ; il est tué lors de l'affrontement avec le docteur Romany[71].
- Kusiak : aubergiste londonien[72].
- Len Carrington : principal lieutenant d'Horrabin[73].
- Lawrence : propriétaire de la Crown and Anchor Tavern[74].
- Little : poète anglais[75].
- Marko : mendiant du clan de Copenhagen Jack[41].
- Matthews : serviteur de Lord Byron[53].
- McHugh : membre de la Confrérie d'Antée en 1684 ; il est tué lors de l'affrontement avec le docteur Romany[71].
- Meg : fille de Sheila et Chris[48].
- Midorgius : savant ayant étudié les brèches temporelles[43].
- Miller : homme de main d'Horrabin[76].
- Morningstar : généreux buveur[77].
- Moss : président de la confrérie d'Antée ; il s'agit d'un très vieil homme[78].
- Murphy : homme de main d'Horrabin ; il est tué par Ashbless[79].
- Mustapha bey : puissant Mamelouk du Caire[80].
- Norman : homme de main d'Horrabin ; il est tué par Ashbless[81].
- Nostrand : professeur à l'université d'Oxford spécialiste du poète Samuel Taylor Coleridge[82].
- Newman : employé de J. Cochran Darrow[54].
- Nicolo : jeune garçon grec au service de Lord Byron lors de son séjour à Patras[6].
- Owen Burghard : membre de la Confrérie d'Antée en 1684[59].
- Parker : serviteur d'un noble[83].
- Patrick : Fils de Sheila et Chris[84].
- Percy Thibodeau : riche amatrice de littérature anglaise ; elle est l'épouse de Jim[85].
- Pete : employé de J. Cochran Darrow[86].
- Rebecca Doyle : épouse de Brendan Doyle ; elle est morte dans un accident de moto sur l'échangeur autoroutier qui relie Santa Ana Freeway (une des principales autoroutes de Californie) au Beach Boulevard[87].
- Richard Sheridan : notable amateur d'escrime à la canne[62].
- Robb : auteur de chroniques sur les affaires judiciaires des années 1810 à 1820[21].
- Sammy : garçon de pub en 1684[88].
- Samuel : serveur d'un pub londonien[89].
- Sandoval : employé de J. Cochran Darrow[54].
- Sheila : vendeuse d'oignons ; elle est l'épouse de Chris et la mère de Patrick et Meg[90].
- Simmons : mendiant du clan d'Horrabin[24].
- Stanley : riche londonien[91].
- Stikelearber : mendiant du clan de Copenhagen Jack[52].
- Tewfik : Fils de Mustapha bey ; il est tué par le Maître[92].
- Tim Lamont : assistant de J. Cochran Darrow[93].
- Torrès le Terrible : champion d'escrime à la canne[19].
- Treff : riche mécène de Darrow[94].
- Tyson: membre de la Confrérie d'Antée en 1684 ; il est tué lors de l'affrontement avec le docteur Romany[95].
- Wilbur : un des Roms à la solde de Romany[34].
- Yags : esprits fantomatiques avec lesquels Romany peut entrer en relation[96].
- Yustin : cocher de Jacob Christopher Dundee[97].
- Zimmerman : victime de Joe Face de Chien[44].

## Thèmes abordés
Dans son ouvrage, en plus des voyages dans le temps et des paradoxes temporels, Tim Powers évoque l'Égypte antique, l'histoire moderne, la littérature britannique et la langue romani,. L'histoire aborde également les thèmes de la lutte du bien contre le mal et du libre arbitre.

### Voyage dans le temps
L'auteur introduit très tôt dans le roman le thème du voyage dans le temps sans s'appesantir sur de longues explications,. Le personnage de Brendan Doyle est d'ailleurs sceptique quant à ce procédé. Pour le convaincre, Darrow décrit le temps comme une rivière et l’utilise comme un contre-argument de l’effet papillon qui veut qu'un petit incident dans le passé puisse influer sur un grand événement du présent. Selon Darrow, si l'ondulation est très petite, cela ne change rien à la situation dans son ensemble.
Le voyage dans le temps est un thème récurrent de la littérature de science-fiction qui avant Powers a été utilisé par les auteurs Robert A. Heinlein dans Un self made man (1941) et Vous les zombies (1959) et Michael Moorcock dans Voici l'homme (1969). Le voyage dans le temps n'est cependant pas le thème principal du livre, d'autant plus qu'il se fait par des moyens magiques alors que dans la plupart des autres romans de science-fiction, c'est avant tout le résultat d'une invention humaine. L'auteur de science-fiction Algis Budrys, dans une analyse du livre, confirme que Powers ne fournit que le minimum des éléments dont le lecteur a besoin et jamais plus que nécessaire pour adhérer au concept de voyage dans le temps.
Tim Powers travaille également les paradoxes temporels, ces éléments qui sont les conséquences fictives d'un voyage dans le temps. L'auteur se débrouille pour qu'ils se tiennent et créent des situations troublantes mais n'altérant pas l'Histoire telle qu'elle est connue.

### Égypte antique
Tim Powers évoque l'Égypte antique pour donner chair à la magie noire égyptienne figurant dans le roman et rappelant ainsi le style de l'occultisme anglais Aleister Crowley. Il met ainsi en avant un thème assez rare dans les romans, la résurgence des dieux égyptiens.

#### Divinités
L'auteur cite le nom de plusieurs divinités égyptiennes :

Anubis
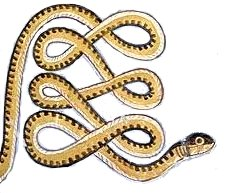
Apep,
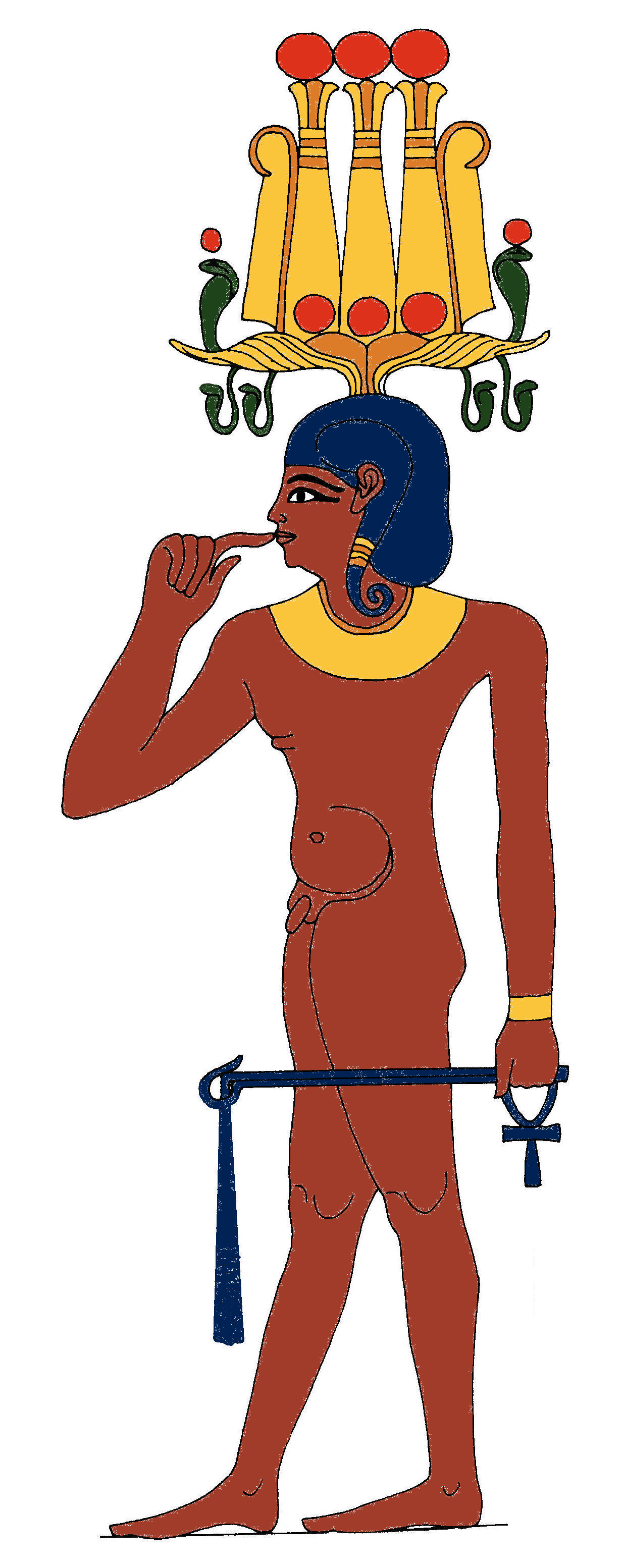
Heqat
Horus
Isis
Khonsou
Osiris
Ptah
Râ
Sebek
Seth
Thot

- Anubis[29]
- Apep[98],[a 6]
- Heqat[29]
- Horus[99]
- Isis[99]
- Khonsou[100]
- Osiris[99]
- Ptah[29]
- Râ[3]
- Sebek[100]
- Seth[100]
- Thot[101]

#### Histoire
L'auteur cite également plusieurs personnages de l'histoire de l'Égypte antique comme Kanefer ou Ptah-nefer-Ka (vers 2475 av. J.-C. - vers 2425 av. J.-C.), grand prêtre de Ptah à Memphis pendant le règne de Sahourê, second pharaon de la Ve dynastie. Selon une légende pharaonique, il est le premier propriétaire du livre d'immortalité, le Livre de Thot. Sont également cités Toutânkhamon (vers 1345 av. J.-C. - vers 1327 av. J.-C.), onzième pharaon de la XVIIIe dynastie enterré dans la Vallée des Rois ; Khâemouaset ou Setnau Ka-em-Uast (vers 1284 av. J.-C. - vers 1224 av. J.-C.), fils de Ramsès II, prince de la XIXe dynastie et grand prêtre de Ptah qui dans un conte égyptien d'époque pharaonique cherche le livre d'immortalité et Ramsès V (vers 1170 av. J.-C. - vers 1145 av. J.-C.), quatrième pharaon de la XXe dynastie.

#### Mythologie
L'auteur cite enfin des éléments de la mythologie égyptienne. Il parle de la barque solaire du dieu Râ, objet symbolique lié au cycle journalier du soleil que le personnage d'Aménophis Fikee surnomme la « Nef des Millions d'Années » ; le calendrier nilotique, avec les mois de Pharmouti (14 février au 15 mars) et de Tybi (16 novembre au 15 décembre) ; le douât ou tuaut, le nom du séjour des défunts après leur mort ; le ka, double spirituel qui naît en même temps que l'humain, ; les ouchebti ou ushabti, statuettes funéraires placées dans la tombe d'un défunt ; le paut, qui est la substance primitive et le scarabée sacré ou scarabée képhéra, insecte vénéré par les Égyptiens.

### Époque moderne
Tim Powers met encore en place une mécanique récurrente de son travail de romancier qui consiste à investir une période historique forte pour la relire entre les lignes,. L'auteur rappelle ainsi de nombreux événements de l'histoire de l'époque moderne et des débuts de l'époque contemporaine (XVIIe siècle, XVIIIe siècle et XIXe siècle. Powers se sert de ces événements comme toile de fond et même si l'histoire est légèrement déformée, les résultats apparents sont les mêmes. Il veut respecter l’histoire, mais en lui ajoutant ses propres réflexions et idées. Il indique que « sans changer ou ignorer aucun des faits avérés, ni modifier le calendrier des événements, je cherchais quel fait important mais non enregistré pourrait les expliquer tous ». Il revisite l'histoire comme l'a par exemple fait avant lui Michael Moorcock dans Gloriana (1978).

Le massacre des Mamelouks en 1811 sur ordre de Méhémet Ali est l'un des événements historiques auxquels le héros du roman, Brendan Doyle, va assister. Tableau d'Horace Vernet.

Les personnages du roman modifient, ou du moins tentent de le faire, les événements suivants, car ceux-ci ont une influence sur leurs projets, et y prennent parfois part : 
- Mai 1661 : le roi Charles II d'Angleterre (1630 - 1685) épouse la princesse portugaise Catherine de Bragance (1638 - 1705) dont la dot comprend le territoire de Tanger, les Anglais mettant ainsi le pied sur le continent africain[107].
- 2 septembre 1666 : le début du grand incendie de Londres[43] causé par les yags sur la demande de Fikee.
- 12 juin 1683 : la découverte du complot de Rye-House qui projette l'assassinat du roi Charles II et de son frère Jacques (1633 - 1701) ; la répression est sévère et les chefs de l'opposition William Russell (1639 - 1683) et Algernon Sydney (1623 - 1683) sont exécutés[108].
- 6 février 1685 : la mort du roi Charles II ; début alors la rébellion de Monmouth qui oppose son frère Jacques, devenu roi, à James Scott (1749 - 1685), premier duc de Monmouth, fils illégitime du défunt[107]. Monmouth est soutenu par Fikee dans le roman.
- Novembre 1686 : la mort du célèbre bourreau anglais Jack Ketch (vers 1620 - 1686) qui a officié lors des exécutions de William Russell et du duc de Monmouth[26].
- 21 juillet 1798 : la bataille des Pyramides qui oppose sur les bords du Nil l'armée française du général Napoléon Bonaparte (1769 - 1821) aux forces mamelouks des gouverneurs d'Égypte Mourad Bey (vers 1750 - 1801) et Ibrahim Bey (1735 - 1817)[99].
- 1er août 1798 : la bataille d'Aboukir qui oppose les flottes britannique et française dans la baie d'Aboukir, près d'Alexandrie. Le Maître et ses agents prennent alors conscience du danger que représente pour eux l'Angleterre et soutiennent les Français[109].
- 14 juin 1800 : l'assassinat au Caire du gouverneur français d'Égypte Jean-Baptiste Kléber (1753 - 1800) par un fanatique venu d'Alep[99].
- 30 août 1801 : la capitulation de la France à Alexandrie qui évacue l’Égypte ; le pays est ensuite occupé par les Britanniques[30].
- 17 mai 1805 : la nomination de Méhémet Ali (1746 - 1849) comme gouverneur d'Égypte[110].
- Décembre 1810 : le roi George III du Royaume-Uni étant affligé d'une maladie mentale, son fils George, prince de Galles, assure la régence[111]. C'est à cette période que Romany projette de faire assassiner le roi par le ka de Lord Byron.
- 1er mars 1811 : où lors d'un grand repas organisé dans son palais, Méhémet Ali élimine plus de quatre cents Mamelouks[7].

Le très grand nombre de références littéraires et historiques suscite des réactions divergentes chez les critiques. Elles peuvent être fatigantes mais instructives pour ceux qui veulent rechercher chaque référence ou énervantes pour ceux qui n'ont pas envie que l'intrigue soit parasitée par des détails.

### Littérature britannique

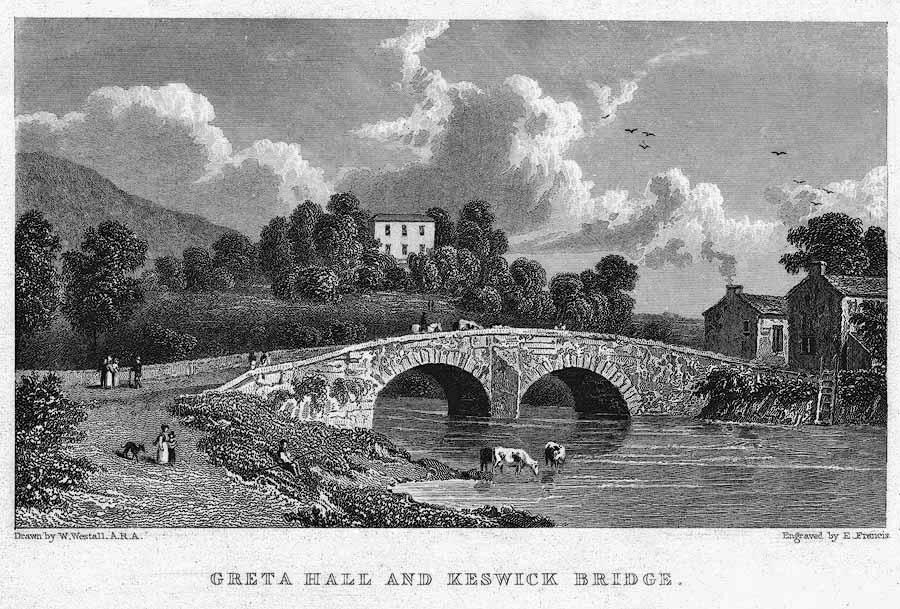
Greta Hall, la maison de Samuel Taylor Coleridge dans le en, lieu de rassemblement des Lakistes.

Bien que classé comme faisant partie du genre littéraire steampunk, le livre est avant tout une plongée dans la littérature du XIXe siècle dans un style proche de celui de Charles Dickens, d'Eugène Sue ou de Victor Hugo. Pour décrire le Londres du XIXe siècle, Tim Powers utilise aussi un classique de la littérature anglaise, le London Labour and the London Poor du journaliste Henry Mayhew (1812 - 1887), . L'auteur évoque fréquemment des auteurs et des œuvres de la littérature britannique, notamment les membres du mouvement littéraire des Lakistes.

#### Auteurs
Powers mentionne les auteurs :
- William Shakespeare (1564 - 1616), le célèbre dramaturge[113].
- Thomas Dekker (1572 - 1632), un dramaturge[114].
- John Milton (1608 - 1674), un poète[115].
- Samuel Johnson (1709 - 1789), un poète[2].
- Thomas Gray (1716 - 1771), un poète[116].
- Francis Grose (1731 - 1791), un lexicographe[117].
- Basil Montagu (1770 - 1851), un écrivain et philanthrope[118].
- Percy Bysshe Shelley (1792 - 1822), un poète[27].
- Richard Brinsley Sheridan (1751 - 1816), un dramaturge[65].
- William Godwin (1756 - 1836), un philosophe et romancier[30].
- Mary Wollstonecraft (1759 - 1797), une écrivaine[119].
- Edward Daniel Clarke (1769 - 1822), un archéologue et écrivain[120].
- Sarah Fricker (1770 - 1845), l'épouse du poète Samuel Taylor Coleridge[50].
- William Wordsworth (1770 - 1850), un poète[113].
- Dorothy Wordsworth (1771 - 1855), une poétesse, sœur du précédent[1].
- Samuel Taylor Coleridge (1772 - 1834), un poète et critique[36].
- William Hazlitt (1778 - 1830), un écrivain[65].
- John Murray II (1778 - 1843), l'éditeur de Byron[56].
- John Cam Hobhouse (1786 - 1869), un écrivain et homme politique[121].
- George Gordon Byron, généralement appelé Lord Byron (1788 - 1824), un poète[113].
- John Keats (1795 - 1821), un poète romantique[122].
- Alfred Tennyson (1809 - 1892), un poète[4].
- Charles Dickens (1812 - 1870), un romancier[123].
- Lawrence Durrell (1912 - 1990), un écrivain[124].

Allant au-delà de la simple mention, Samuel Taylor Coleridge est un personnage à part entière du roman. Powers intègre certains événements de la vie de Coleridge comme son séjour à Londres en 1810 et sa dépendance à l'opium mais injecte également beaucoup d'éléments fictifs dans sa biographie. Par exemple, Coleridge a bien donné une conférence en 1810 à la Crown Anchor Tavern sur un poème de Milton, mais pas sur celui indiqué dans le roman. Powers se sert également du fait que les déplacements de Coleridge sur certaines périodes sont inconnus. Rosemary Ashton dans sa biographie The Life of Samuel Taylor Coleridge (1996) indique d'ailleurs qu'« on ne sait pas grand-chose des mouvements exacts de Coleridge » entre novembre 1810 et mars 1811. L'auteur utilise aussi la dépendance de Coleridge à l'opium pour introduire une scène où celui-ci dialogue avec des monstres dans un sous-sol londoniens et que le poète qualifie de « rêve d'opium » tant cela lui semble irréel,,. Powers fait ainsi dire au héros de son roman que cette expérience fictive à sans doute influencé Coleridge pour écrire le poème réel Limbo. L'auteur réalise ainsi une biographie romancée du poète.
Powers utilise également une lettre de Lord Byron où il écrit qu'un homme a cru le voir à Londres en 1810 alors qu'il était en réalité à Patras en Grèce pour justifier la présence dans le roman d'un ka de Byron, un double magique de ce poète,,. Lord Byron réapparaît par ailleurs sous la plume de Tim Powers comme personnage du roman Le Poids de son regard (1989), livre dans lequel les poètes John Keats et Percy Shelley jouent eux aussi des rôles importants.

#### Œuvres
Powers mentionne les œuvres :
- 1637 : Lycidas de John Milton[115].
- 1644 : Areopagitica de John Milton[115].
- 1671 : Samson Agonistes de John Milton[116].
- 1750 : Élégie écrite dans un cimetière de campagne de Thomas Gray[116].
- 1792 : Défense des droits de la femme de Mary Wollstonecraft[119].
- 1797 : Kubla Khan de Samuel Taylor Coleridge[118].
- 1817 : Limbo de Samuel Taylor Coleridge[126].
- 1818 : Frankenstein ou le Prométhée moderne de Mary Shelley[119].
- 1818 : Le Pèlerinage de Childe Harold de Lord Byron[127].
- 1826 : Nec plus ultra de Samuel Taylor Coleridge[126].
- 1867 : Dover Beach de Matthew Arnold[39].

### Langue romani
La langue romani est également beaucoup présente. Elle est le trait caractéristique des serviteurs du maléfique magicien lui-même dénommé Romany. Tim Powers emploie plusieurs mots de cette langue lors des dialogues des personnages roms ; sont ainsi utilisés les mots avo (« oui »), beng (« diable »), berche (« année »), chal (« homme »), dosta (« en quantité »), hotchewitchi (« hérisson »), gadgé (« sédentaire »), kek (« non »), kuchto (« avoir du goût »), mullo (« mort »), prastamengré (« policier ») et rya (« monsieur »).

### Lutte du bien contre le mal
La lutte constante entre le bien et le mal est présente tout au long du roman à travers les comportements des différents personnages. Au début, Romany et Fikee tentent de ramener Anubis à la vie mais ne réussissent qu'à transformer Fikee en un loup-garou. Doyle pense qu'il entreprend son aventure par philanthropie et pour faire avancer la connaissance littéraire, mais apprend finalement que son employeur, Darrow, n'a que des pratiques immorales, comme le chantage, le meurtre ou le mensonge. Cependant, à la fin, Doyle survit alors que Darrow décède peu après avoir obtenu le corps parfait qu'il désire tant. Horrabin et sa bande de mendiants ne sont motivés que par l'appât du gain alors que Copenhagen Jack et ses mendiants ont une certaine intégrité qui leur permet finalement de rester en vie. Le loup-garou Joe Face de Chien tue des innocents pour rester en vie, mais se voit contrer par les personnages altruistes Jacky et Chinnie et se fait finalement éliminer.

### Libre arbitre
Tim Powers introduit dans le roman la question du libre arbitre qui s'oppose au destin. À plusieurs moments du roman, le héros a le choix soit d'accepter le destin qu'il sait être le sien, soit de se prendre en main à travers son libre arbitre. À certains moments, il semble accepter sa destinée mais certaines rencontres lui permettent de s'en extraire. Tout au long du roman, le lecteur ne sait pas si le rôle de Doyle dans l'Histoire est fixe et immuable ou si elle est conditionnée par la conduite du héros. À la fin du roman, il finit par accepter son destin, c'est-à-dire vivre la vie de William Ashbless ; cependant l’événement qui devait conclure cette vie n'est pas celui qu'il pense et l'entraîne finalement vers l'inconnu.

## Accueil

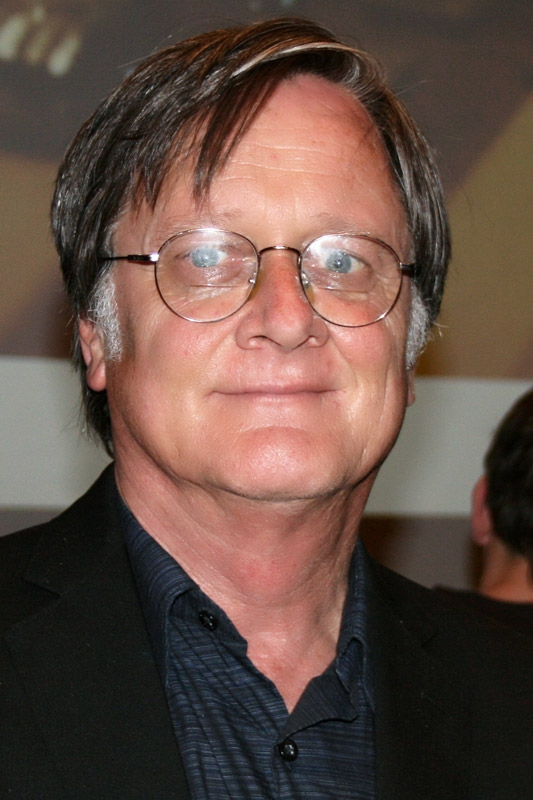
Tim Powers en 2012.

Les Voies d'Anubis reçoit un accueil extrêmement favorable de la part de la critique ainsi que plusieurs prix.

### Récompenses et distinctions
Il s'agit du plus gros succès commercial de Tim Powers,,. En 1984, il reçoit les prestigieux prix Philip-K.-Dick et prix Science Fiction Chronicle du meilleur roman et obtient la seconde place du prix Locus du meilleur roman de fantasy. En 1987, il obtient également le prix Apollo. Il est considéré comme le meilleur livre de son auteur juste avant Sur des mers plus ignorées,,.
En avril 1994, Stan Barets, spécialiste français de la science-fiction, classe le livre parmi les cent ouvrages de sa « bibliothèque idéale ». L'éditeur David Pringle le fait figurer dans son livre sur les cent meilleurs romans de fantasy,. Le site littéraire Best Fantasy Books classe le livre dans son « Top des 25 romans de fantasy des années 1980 ».
Le livre est également intégré en 2002 à la collection Fantasy Masterworks de la maison d'édition Victor Gollancz qui reprend les classiques de la littérature de l'imaginaire. En 2012, l'auteur Silver Smith recense quarante éditions du roman à travers le monde. Le roman est notamment traduit en allemand, en espagnol, en finnois, en français, en hébreu, en hongrois, en italien, en japonais, en néerlandais, en polonais, en portugais, en russe, en suédois, en tchèque et en turc.

### Accueil critique
Dans les pays anglophones, le Times note « une intrigue diaboliquement efficace, une ingéniosité grisante et un rythme d'enfer : ce roman est une performance de virtuose, un feu d'artifice aveuglant ». Thomas Wagner du site SFReviews qualifie le livre de chef-d'œuvre et loue son « inépuisable richesse d'inventivité ». Chris Henderson note favorablement le livre dans le numéro de décembre 1983 de Dragon Magazine. Il l'annonce comme l'un des meilleurs livres de l'année. Pour lui c'est un des rares livres de fantasy grand public. Le critique Steven Wu indique que le livre est passionnant et qu'il offre un cadre unique et imaginatif. Il reproche cependant à l'intrigue d'être difficile à suivre contrairement à d'autres romans de voyage dans le temps comme Sans parler du chien (1997) de Connie Willis. Shaun Farrell du site FarSector écrit qu'il s'agit « d'un des romans les plus imaginatifs et amusants que j’ai jamais lu ». Elliot du site FantasyBookReview trouve que « bien que l’intrigue soit complexe, elle maintient un rythme soutenu et ne s’embourbe jamais dans ses propres rebondissements ». Jo Walton du site TOR pense que le livre est une merveille et qu'« il n'y a rien d'autre de comparable ». Pour Alison Flood de The Guardian, Les Voies d'Anubis est une aventure à la fois passionnante, merveilleusement inventive et bien écrite.
En francophonie, Éric Holstein, d’ActuSF, souligne « l’élégance et l’inventivité bouillonnante qui illumine cette histoire exemplaire de paradoxe temporel » où « le merveilleux s’acoquine à l’horrifique, le tout sur un rythme trépidant, feuilletonesque ». André-François Ruaud, dans le magazine Fiction, évoque « une œuvre majeure, d'un genre très spécial », un « roman qui va de rebondissement en rebondissement sans défaillir » et « qui s'amuse avec les légendes et la vérité, mêle les voyages temporels à la magie, glisse des traits d'humour dans les moments les plus désespérés, brouille les pistes de la science-fiction, du fantastique et de la fantasy ». Vincent Degrez du site Daily Mars trouve le style de Powers précis, clair, sans gras ni fioriture mais qui reste un vrai plaisir de lecture. Mickaël Barbato du site Culturellement Votre qualifie le livre de « chef-d'œuvre » et loue la grande subtilité de l’écriture des personnages. Lujayne M. du site SciFi-Universe décrit le livre comme étant un incontournable avec une intrigue passionnante se passant à différentes époques.
Quelques critiques émettent des avis plus mitigés. Ils mettent notamment en avant le rythme lent, l'abondance de passages descriptifs et de nombreuses parties qui ne servent pas le récit. Certains reprochent aussi la surabondance de métaphores. Le livre est également vu comme trop dense car utilisant beaucoup de références culturelles. La représentation des personnages roms est également jugée dans un essai sur le thème comme « décevante » car véhiculant trop de stéréotypes.

## Postérité

### Origine du genresteampunk

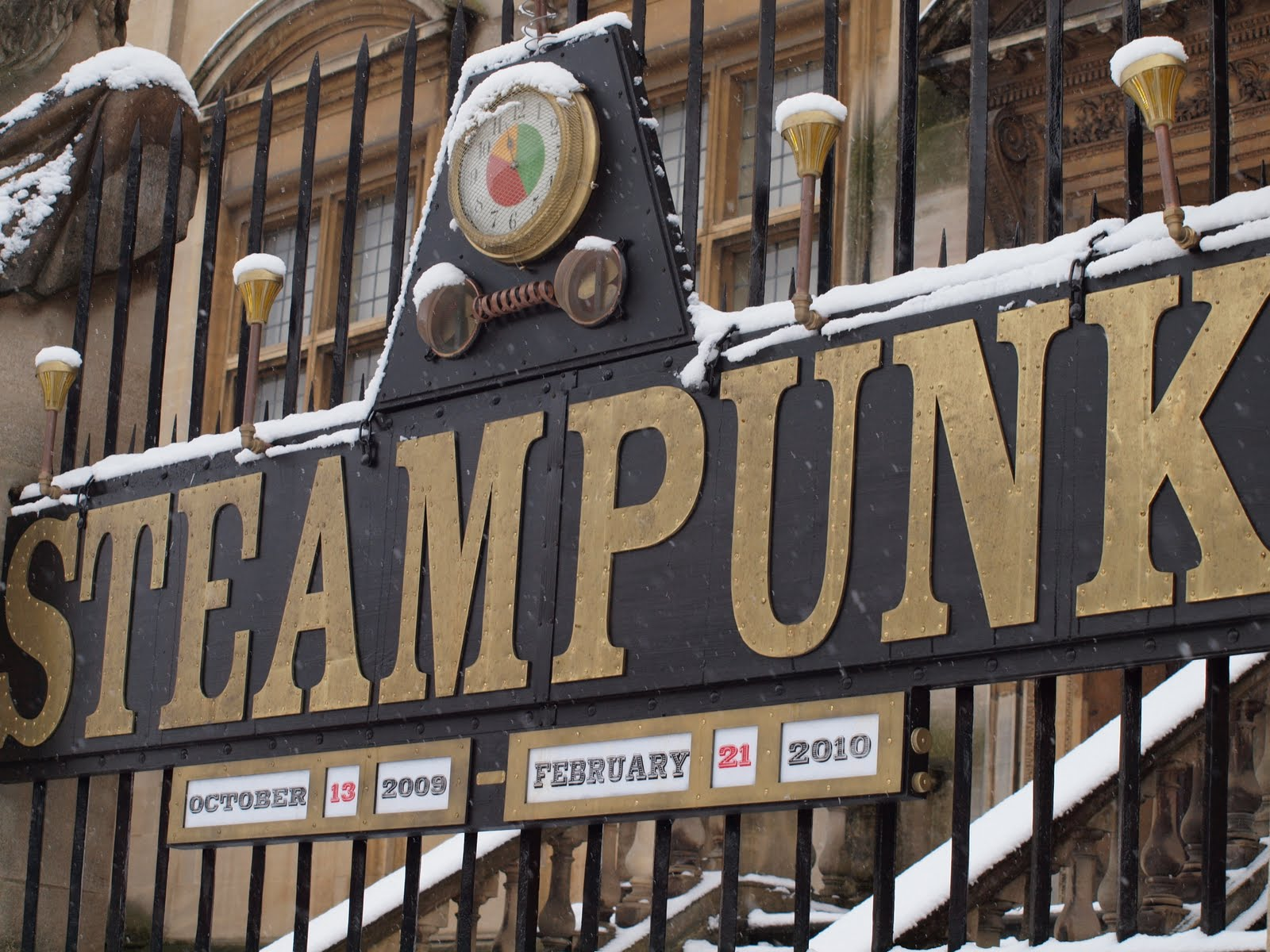
Panneau d'entrée d'une exposition steampunk au musée d'histoire des sciences d'Oxford en 2009-2010.

Tout comme les ouvrages Homunculus (1986) de James Blaylock, Morlock Night (1979) et Machines infernales (1987) de K. W. Jeter, Les Voies d'Anubis de Tim Powers est considéré comme un des romans fondateurs du style steampunk,,,,,,. Powers, Blaylock et Jeter étant amis de longue date, c'est à dessein qu'ils ont écrit sur un thème identique qui n'est pas encore du steampunk mais qui va contribuer à le fonder. Ce terme, qui peut se traduire par « punk à vapeur », est une invention de K. W. Jeter basée sur le terme cyberpunk pour définir le thème utilisé par les trois auteurs autour du Londres du XIXe siècle. L'aspect « revisite du progrès technologique du XIXe siècle » qui caractérisera ensuite le genre steampunk n'est alors pas présent dans l'ouvrage de Powers,. Cela entraîne certains critiques à indiquer que, bien que le livre soit à l'origine du genre, il n'en fait pas partie. Cependant, Les Voies d'Anubis présente plusieurs éléments du genre steampunk comme l'uchronie et le mélange de plusieurs styles littéraires (le fantastique, l'horreur, le roman d'aventures et la science-fiction).
En 2015, l'éditrice Cheryl Morgan intègre Les Voies d'Anubis dans une liste de douze classiques du genre steampunk aux côtés de Frankenstein (1818) de Mary Shelley, Vingt Mille Lieues sous les mers (1870) de Jules Verne, La Machine à différences (1990) de William Gibson et Bruce Sterling, Anno Dracula (1992) de Kim Newman, L'Âge de diamant (1996) de Neal Stephenson ou Perdido Street Station (2000) de China Miéville.

### Personnage de William Ashbless
Tim Powers puise le nom de William Ashbless dans ses premiers écrits estudiantins du milieu des années 1970,,. En effet, alors qu'il est à l'université d'État de Californie à Fullerton, Powers et son ami James Blaylock s'amusent à écrire dans le journal de leur établissement des poèmes faussement ampoulés qui n'ont aucun sens,. Pour se dédouaner, ils signent ce travail du nom d'un prétendu poète nommé « Ashbless ». À leur grande surprise, les poèmes rencontrent un vif succès, à tel point que des lecteurs du journal demandent à rencontrer le poète. Powers et Blaylock mentent alors en indiquant qu'Ashbless ne peut pas les rencontrer car il souffre d'une maladie déformante qui l'empêche de se déplacer. Le canular en reste alors là.
Le personnage ne réapparaît qu'une dizaine d'années plus tard alors que Powers travaille sur Les Voies d'Anubis et Blaylock sur The Digging Leviathan (1984). C'est leur éditrice commune, Beth Meacham, qui remarque qu'ils utilisent tous deux un personnage nommé William Ashbless. Elle leur suggère alors de se consulter pour créer une histoire commune à ce mystérieux poète. William Ashbless est par la suite même mentionné dans des romans d'autres auteurs. Il est ainsi présent dans The Pit (1993) de Neil Penswick et dans Freedom and Necessity (1997) de Steven Brust et Emma Bull. Powers et Blaylock éditent également deux recueils de poèmes d'Ashbless chez Subterranean Press : On Pirates en 2001 et William Ashbless Memorial Cookbook en 2002,.

### Influence sur d'autres œuvres
En 2018, l'auteur Silver Smith, spécialiste de James Blaylock et Tim Powers, tente de répondre à une question que se posent certains amateurs du roman : est-ce que Stephen King s'est inspiré du clown Horrabin des Voies d'Anubis pour créer le clown du roman Ça (1986)? Bien qu'il y ait des similarités et que le roman de Powers ait été édité trois ans avant celui de King, il n'existe aucune preuve soutenant cette thèse. L'auteur de Ça a d'ailleurs reconnu s'être plutôt inspiré du personnage de Ronald McDonald créé en 1963. Les deux auteurs peuvent également s'être inspirés du tueur en série John Wayne Gacy (1942 - 1994) qui était également connu pour son personnage de Pogo le clown. Silver conclut son analyse en indiquant que King a probablement lu le roman de Powers mais ne s'en est pas inspiré consciemment.
China Miéville a reconnu s'être inspiré du roman de Powers dans son roman steampunk Perdido Street Station (2000) notamment pour la description de la ville de Nouvelle-Crobuzon qui ressemble beaucoup au Londres décrit par Powers. Le romancier Andy Lane déclare même que son ouvrage All-Consuming Fire (1994), une déclinaison en roman de l'univers du Doctor Who, est sa « tentative d'imiter Les Voies d'Anubis de Powers ». Javier Olivares, le créateur de la série télévisée espagnole Le Ministère du temps, indique également que le livre est l'une de ses principales inspirations pour la création de la série.
De nombreuses années après la sortie du roman, Tim Powers écrit une nouvelle de quatre-vingt-cinq pages se déroulant dans l'univers des Voies d'Anubis. Elle se nomme Nobody's Home et sort en 2014 chez l'éditeur Subterranean Press. Elle met en scène Jacky Snapp avant qu'elle ne fasse la rencontre de Brendan Doyle. Toujours en 2014, une adaptation du roman est jouée au théâtre ExCeL à Londres sur une mise en scène de Ruth Pe Palileo.